# نصيحة طبية
النصيحة الطبية هي الرأي المهني الطبي الذي يقدمة الطبيب للمريض لما يجب على المريض فعلة أو تجنبه، وتحتوى عادةً إما على تشخيص أو وصفة طبية لحالة صحية.
النصيحة الطبية تختلف عن المعلومات الطبية التي تعرف عادةً بأنها مجموعة من الحقائق الطبية، مناقشة هذة الحقائق أو المعلومات تعتبر من حرية التعبير ولا تندرج تحت مسمى «النصيحة الطبية».

## علاقة الطبيب بالمريض
النصيحة الطبية تعطى تحت مضمون علاقة الطبيب بالمريض، لذلك الممارس الصحي المصرح له قد يعاقب قانونياً إن أدلى بنصيحة غير صحيحة أو خاطئة وقد تدخل ضمن سوء الممارسة الطبية في بعض الأحيان .
علاقة الطبيب بالمريض من العوامل التي تحدد إمتثال المريض للنصحية الطبية المقدمة له.
المرضى عادةً يكونون أكثر التزاماً مع الممارس الصحي الودود، القادر على التواصل والاستماع للشكوى بشكل جيد 
وعلى العكس إن كانت النصيحة غير واضحة، وإن بدت مختلفة عن العلاج المقترح، أو إن كان الممارس الصحي غير مهذب، أو عنصري إتجاه عرق المريض أو مكانتة الاجتماعية أو أي صفات أخرى، فهذا يقلل من امتثال المريض للنصيحة الطبية 